# Lafraye

Lafraye este o comună în departamentul Oise, Franța. În 1 ianuarie 2022 avea o populație de 350 de locuitori.